# Courcelles-le-Comte
Courcelles-le-Comte – miejscowość i gmina we Francji, w regionie Hauts-de-France, w departamencie Pas-de-Calais.
Według danych na rok 1990 gminę zamieszkiwało 409 osób, a gęstość zaludnienia wynosiła 52 osób/km² (wśród 1549 gmin regionu Nord-Pas-de-Calais Courcelles-le-Comte plasuje się na 846. miejscu pod względem liczby ludności, natomiast pod względem powierzchni na miejscu 458.).